# Половикова, Клавдия Михайловна
Кла́вдия Миха́йловна Половико́ва (урождённая Диде́нко; 27 декабря 1896, Харьков — 16 февраля 1979, Москва) — советская актриса театра и кино. Народная артистка РСФСР (1954). Мать актрисы Валентины Серовой.

## Биография
Родилась в Харькове, в многодетной семье рабочего. Обучалась шитью в местной ремесленной школе. 
С 16 лет работала поденной портнихой, была письмоводителем у присяжного поверенного. С детства мечтая о театре, в 1917 году поступила на литературно-художественные курсы (педагог Б. Н. Путята), благодаря которым выступала в харьковском театре Николая Синельникова. После ввода на роль Абигайль в «Стакане воды» была замечена режиссёром Михаилом Тархановым, посоветовавшего начинающей актрисе учиться драматическому искусству в Москве.
С 1918 года училась на драматических курсах при Малом театре с перерывом на год, когда по семейным обстоятельствам была вынуждена жить в Харькове и продолжала играть в театре Синельникова. С 1920 года вновь в Москве. По окончании курсов Малого театра в 1921 году стала актрисой театра-студии Малого театра, переименованного в 1932 году в Новый театр.
С 1936 года играла в Московском театре Революции, затем в Киевском театре русской драмы.
В 1939—1941 годах — артистка Московского театра имени Ленсовета, с началом войны была в эвакуации в Свердловске, работала в Свердловской филармонии, выступала на заводах и отправных пунктах.
По возвращении в Москву в 1943 году поступила в Московском театре драмы (с 1954 года — Московский театр имени Вл. Маяковского), в котором проработала до выхода на пенсию в 1959 году.
Скончалась 16 февраля 1979 года в Москве. Похоронена на Новом Донском кладбище (участок 4, аллея 2).

### Семья
- Отец — Михаил Кузьмич Диденко (? —1919), чернорабочий[1];
- Первый муж — Василий Васильевич Половиков (Васыль Половык) (1893—1966), инженер-гидролог[1];
- Дочь — Валентина Серова (1917—1975), актриса театра и кино;
- Зять (в 1936) — Валентин Поляков, актёр московского Театра рабочей молодёжи (ТРАМ)[5];
- Зять (с 1938) — Анатолий Серов (1910—1939), лётчик-истребитель, комбриг;
- Внук — Анатолий Анатольевич Серов (1939—1975)[источник?];
- Зять — Константин Симонов (1915—1979), писатель, поэт, драматург и общественный деятель.
- Внучка — Мария Константиновна Симонова (род. 1950). Воспитывалась Клавдией Михайловной[6], поскольку по решению суда её матери Валентине Серовой (злоупотреблявшей алкоголем) было запрещено проживать с дочерью[7].
- Второй муж — Абрам (Аркадий) Павлович Эфроимсон (псевдоним Э. Фрам) (1904—1992), журналист и радиокорреспондент, редактор Центрального телевидения, брат Владимира Эфроимсона (1908—1989)[1][3].

## Театральные роли

### Театр под руководством Н. Синельникова (Харьков)
- Абигайль («Стакан воды» Э. Скриба)

### Театр-студия Малого театра
- Анфиса («Похождения Бальзаминова» А. Островского)
- Карин Брат («Кино-роман» Г. Кайзера)
- Кручинина («Без вины виноватые» А. Островского)
- проститутка Мэг («Миллион Антониев» В. Градова и В. Орлова)
- фру Линде («Нора» Г. Ибсена)

### Московский театр Революции
- госпожа Капулетти («Ромео и Джульетта» У. Шекспира)
- Оксана («Гибель эскадры» А. Корнейчука)

### Киевский театр русской драмы
- Гертруда («Мачеха» О. де Бальзака)
- донна Анна («Каменный гость» А. Пушкина)
- Лариса Огудалова («Бесприданница» А. Островского)
- Марта («Благочестивая Марта» Т. де Молины)

### Театр имени Ленсовета (Москва)
- Лиза Калитина («Дворянское гнездо» по И. Тургеневу)
- Луиза («Захватчики»)
- Мария Стюарт («Мария Стюарт» Ф. Шиллера)

### Московский драматический театр имени Вл. Маяковского
- 1945 — «Лисички» Л. Хелман — Реджина
- 1945 — «Обыкновенный человек» Л. Леонова — Вера Ладыгина
- 1953 — «Гроза» А. Островского, режиссёр: Н. Охлопков — Кабанова
- 1955 — «Персональное дело» А. Штейна) — Малютина
- 19?? — «Зыковы» М. Горького — Анна Марковна
- 19?? — «Третья молодость» братьев Тур — Снежинская

## Фильмография
- 1933 — Рваные башмаки — слепая
- 1936 — Поколение победителей — мать Светлова
- 1936 — Том Сойер — тётя Полли
- 1936 — Трое с одной улицы — прачка, мать Ваньки
- 1939 — Огненные годы — Юзефа
- 1942 — Принц и нищий — мать
- 1946 — Глинка — Луиза Карловна Иванова (в этом же фильме снималась и её дочь)
- 1955 — Судьба барабанщика — старуха
- 1958 — Идиот — Нина Александровна Иволгина
- 1960 — Колыбельная — Анфиса
- 1960 — Чудотворная — Прасковья Петровна, учительница
- 1963 — Русский лес — Семёниха
- 1964 — Хоккеисты — Нина Владимировна
- 1965 — Война и мир — княгиня Друбецкая
- 1965 — Фитиль № 42 (новелла «Коварство и любовь») — академик Руденко